# Judru

Le judru ou joudru, joudri, est un saucisson préparé à partir de viande de porc. C'est une spécialité de Bourgogne, originaire notamment de la région de Chagny en Saône-et-Loire et de Nolay ou de Santenay en Côte-d'Or.

## Préparation
La préparation du judru est assez semblable à celle d'autres saucissons secs. La viande est toutefois assez grossièrement hachée puis macérée dans du marc de Bourgogne ; le saucisson est confectionné avec un chaudin de fort diamètre, conférant au judru un aspect trapu qui lui a donné son nom, judru signifiant « joufflu » en patois ; de forme comparable au jésus de Lyon, le judru peut peser 1 à 1,5 kg, exceptionnellement 2 kg.
Sa forme irrégulière est à l'origine de l'expression morvandelle « ficelé comme un judru » voulant dire « mal habillé ».